# Dendronephthya macrocaulis
Dendronephthya macrocaulis is een zachte koraalsoort uit de familie Nephtheidae. De koraalsoort komt uit het geslacht Dendronephthya. Dendronephthya macrocaulis werd in 1909 voor het eerst wetenschappelijk beschreven door Henderson. 